# Tan Yuling

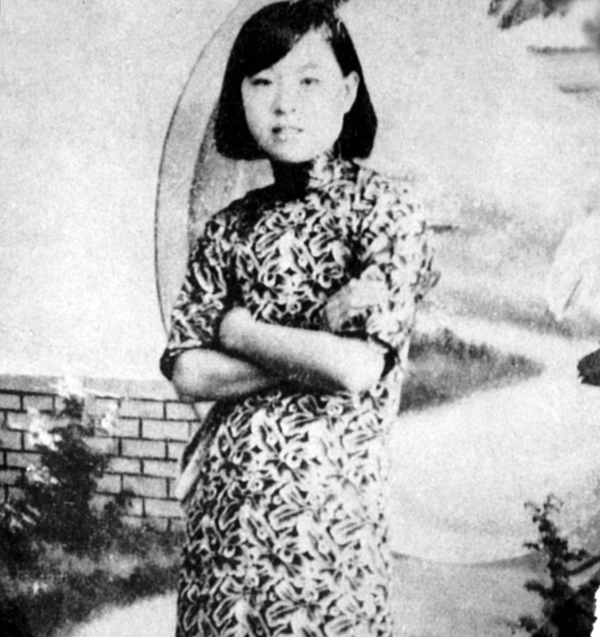
Tan Yuling.

Tan Yuling, född 1920, död 14 augusti 1942, var officiell konkubin och bihustru till kejsar Puyi av Manchukuo. 
Tan Yuling var född inom den adliga familjen Tatala från Manchuriet. Hon blev hovdam vid det kejserliga titulärhovet i Peking som barn 1927. Hon följde med kejsarfamiljen till Manchuriet 1932. Hon lämnade det tillfälligt då hon studerade vid en flickskola i Peking. 
Den 6 april 1937 utvaldes hon vid sjutton års ålder av kejsaren till officiell "Kejserlig Gemål av Femte Graden".
Tan Yuling stod i opposition till Japan, specifikt till att japanerna kontrollerade Puyi och behandlade honom som en marionett. Japanerna ogillade henne, särskilt då Puyi motstod deras försök att arrangera ett äktenskap mellan honom och en japansk bihustru med hänvisning till att han var gift med Tan. 
Hon dog i tyfoidfeber 1942 strax efter en injektion som gavs till henne av en japansk läkare, och Puyi misstänkte att hon blivit mördad av japanska staten. Efter hennes död utsattes Puyi ännu en gång för press att välja en japansk bihustru, men han ersatte istället Tan Yuling med Li Yuqin. 
2004 fick hon av det avsatta kejsarhusets representanter den postuma titeln kejsarinna.        